# 東京農業大学第一高等学校・中等部
東京農業大学第一高等学校・中等部 （とうきょうのうぎょうだいがくだいいちこうとうがっこう・ちゅうとうぶ）は、東京都世田谷区桜三丁目に所在し、中高一貫教育を提供する私立中学校・高等学校。高等学校において、中等部からの内部進学の生徒と高等学校から入学した外部進学の生徒は、3年間別クラスになる併設型中高一貫校。略称「農大一中」、「農大一高」、「東農大一」。

## 概要
1949年に学校法人東京農業大学によって設立された。なお、“農業”の字を冠しているが母体である大学とは違い農業科は設置されておらず、普通科のみの進学校である。高等学校において、中等部から入学した内部進学の生徒と高等学校から入学した外部進学の生徒との間では、3年間別クラスになる併設型中高一貫校。
2025年度より高校募集を停止、完全中高一貫制に移行した。

## 沿革
- 1891年（明治24年）3月6日
  - 榎本武揚が、徳川育英会育英黌農業科を東京府東京市麹町区（現・東京都千代田区）飯田町河岸に創設する。
  - 管理長に榎本が、黌長に永持明徳が就任する。
- 1911年（明治44年）11月16日 - 私立東京農業大学（本科大学部・予科大学部・高等科を設置）と改称。
  - 初代学長に横井時敬が就任。
- 1949年（昭和24年） - 学制改革によって廃止された旧制の東京農業大学予科を受けて創立
- 2004年（平成16年）4月 - 新校舎が建替。グラウンドを人工芝に変更。
- 2005年（平成17年）4月 - 中等部を設立。高校は募集人数を100人減少させ難関進学コースと進学コースに分割。
- 2006年（平成18年）7-9月 - フジテレビで放送されていたダンドリ。の撮影現場として使われた。
- 2010年（平成22年）11月 - 創立60周年
- 2025年（令和７年）４月 - 2025年度より高校の外部募集を停止。完全中高一貫校となる。

## 進路
2005年4月に中等部を設立。高校では難関進学コースと進学コースに分割し、合格実績の向上をめざす。2008年4月よりカリキュラムの変更を行い、高校のコースは一本化し難関進学コースに準じたカリキュラムが適用される。なお、中高一貫の生徒と高校から入学した生徒のクラスは分けるため、基本的に混ざることは無い。
東京農業大学および系列の東京情報大学の優先入試制度があり、希望する生徒に説明・指導を行っているが、進学するのは両大学を合わせても生徒全体の1割に満たない（東京情報大学は優先入学実績ゼロの年もある）。また、希望する人数は年々若干ではあるものの減っている。また、上位大学志望の生徒が併願先として東京農業大学に一般入試で出願することが多い。一般入試での進学生徒も多い。

## 行事
生徒会主催のクラスマッチ（球技大会・高校）・サクラスポーツフェスティバル（SSF・体育祭・中等部）・桜花祭（文化祭）を始め学年ごとに行われる演劇鑑賞・遠足・修学旅行（中等部…北海道、高校…沖縄）や各教科主催する文学散歩・社会科見学会・理科体験教室（醤油を科学する）・理科校外学習（国立科学博物館・高尾山他年4～5回開催）・スキー教室（志賀高原）などがある。高校２年生の修学旅行先は離島があったが、2019年度より本島のみとなった。また、高校1年生と中学1年生は入学してから2週間ほどして、山梨県へ宿泊研修に行く。

## IT教育
生徒は、Microsoft社の販売する「surface go」「surface go 2」を購入する。IT教育、授業のサポートとして使用されており、Google classroomを用いた課題の送受信、連絡などに活用されている。2020年度までの生徒は「surface go」2021年度からの生徒は「surface go2」を使用している。
音楽科の授業では、学校が保有するDELL社の販売するタブレット型PCを用いて、ヤマハが開発した学習用の音声合成技術応用製品「VOCALOID」を使用。社会科、英語、等でもコンピューターを用いたレポート作成、スライド作成などを行う。

## 生徒総会
生徒総会は、校紀委員会、図書委員会、放送委員会、保健委員会、新聞委員会、福祉委員会（中等部のみ）、クラブ運営委員会から成る「常任委員会」と、桜花祭実行委員会、SSF実行委員会（中等部のみ）、クラスマッチ実行委員会（高校のみ）、合唱コンクール委員会（中等部のみ）から成る「行事に関する委員会」と、少人数から成る「中央委員会」の計三つの委員会を取り仕切る「生徒会総務会」がある。これに加え、選挙管理委員会、会計審査委員会によって、成り立っている。
このほかにも、東京私立中学高等学校協会第八支部加盟校との交流を目的とした、八支部委員会（高等部のみ）がある。

## 部活動

### 運動部
- 硬式野球（高等部)
- 軟式野球（中等部）
- 陸上競技
- 馬術(高等部)
- 硬式テニス
- ラグビー
- 男子ハンドボール(高等部)
- 女子ハンドボール
- 男子バレーボール(高等部)
- 女子バレーボール
- 男子バスケットボール
- 女子バスケットボール
- 柔道
- 剣道
- 卓球
- チアリーディング

### 文化部
- 物理
- 化学
- 生物
- 吹奏楽
- 合唱
- 音楽　アンサンブル班
- 音楽　軽音班
- 美術
- 美術　映像班[注 2]
- 写真
- 演劇
- 華道
- 茶道
- 文芸
- 映像同好会[注 3]
- 書道

### 同好会
- 英語
- 将棋[注 4]
- 鉄道
- 数学[注 5]
- ダンス
- クイズ
- 模擬国連

## 著名な出身者
- 白井佳夫 - 映画評論家
- 野沢直子 - タレント
- おかざきなな - タレント、実業家
- 浜田学 - 俳優
- 古今亭志ん陽 - 落語家
- 小川まるみ - タレント
- DJ KOHNO - ケツメイシのDJ
- 小野信義 - サッカー選手（在学中はサッカー部に所属せず）
- 名和秋 - プロボウリング選手
- 永井雄一郎 - サッカー選手（在学中はサッカー部に所属せず）
- 小原匡博 - プロバスケットボール選手
- 乙黒靖雄 - 柔道家
- 外村哲也 - トランポリン競技選手
- 師玉祐一 - バスケットボール選手
- 磯崎竜一 - 俳優
- 上原りさ - タレント、元「おかあさんといっしょ」パントのおねえさん
- 郡山冬果 - 俳優
- TSUKASA - 作曲家
- 佐伯悠 - ラグビー選手
- 上原わかな - 女性タレント、プロレスラー

## その他
- 生徒会広報誌ネットワークに参加。[3]

## 交通
出典 : 
電車
| 路線名         | 最寄り駅 | 徒歩所要時間 |
| -------------- | -------- | ------------ |
| 小田急線       | 経堂駅   | 15分         |
| 東急世田谷線   | 上町駅   | 15分         |
| 東急田園都市線 | 桜新町駅 | 20分         |

バス
| 乗車駅       | のりば | 系統       | 下車停留所                        | 運行事業者 |
| ------------ | ------ | ---------- | --------------------------------- | ---------- |
| 用賀駅       | 2      | 用01       | 「農大前」、正門まで徒歩3分       | ■東急      |
| 渋谷駅       | 5      | 渋22・渋23 | 「農大一高前」、通用門まで徒歩3分 | ■東急      |
| 成城学園前駅 | 1      | 渋24       | 「農大一高前」、通用門まで徒歩3分 | ■東急      |
| 調布駅       | 3      | 渋26       | 「農大一高前」、通用門まで徒歩3分 | ■小田急    |

## 系列校
- 学校法人東京農業大学
  - 東京農業大学
  - 東京情報大学
  - 東京農業大学短期大学部（2018年閉学）
  - 東京農業大学第二高等学校
  - 東京農業大学第三高等学校・附属中学校
  - 東京農業大学稲花小学校
  - 東京農業大学グリーンアカデミー